# Fredrik Persson (trav)
Denna artikel handlar om travtränaren och kusken Fredrik Persson. För information om fotbollsspelaren se Fredrik Persson. För information om historikern, se: Fredrik Persson-Lahusen
Fredrik Persson, född 8 augusti 1972 i Kalmar i Kalmar län, är en svensk travtränare, travkusk och hästuppfödare. Han är verksam vid sin gård Trollabo Trotting i Blekinge vid den småländska gränsen. Stallet har 2017 cirka 50 hästar i träning; bland andra miljonärer som Monark Newmen, Ultra Bright och Habitat. Han har tidigare även tränat hästar som Boys Going In och Viola Silas. Perssons hemmabana är Kalmartravet.

## Karriär
Persson körde sitt första travlopp 1991 och tog sin första seger 1993. Under karriärens början tränade Persson hästar tillsammans med sin far Ingvar Persson. De tränade bland andra hästen Marcon Lady, som vann Breeders' Crown 1992. Efter utbildning vid Wången erhöll Persson i maj 1998 proffstränarlicens. I augusti 1999 kvalade Persson in sin egentränade häst Igro till finalen av Svenskt Travderby, vilket var Perssons första stora framgång som tränare. Igro hann dock aldrig starta i Derbyfinalen då han avled hastigt på grund av tarmvred under natten inför finalen.
Den största stjärnan som Persson hittills har tränat är Viola Silas. Hon sprang under sin tävlingskarriär in 6,7 miljoner kronor och utnämndes till "Årets Sto" vid Hästgalan för säsongen 2009 efter segrar i Grupp 1-lopp som Drottning Silvias Pokal och Stochampionatet. Han har även tränat andra framgångsrika ston som Wilma Nalan, Britt Palema och Ultra Bright.

## Segrar i större lopp

### Grupp 1-lopp
| År   | Lopp                          | Häst         | Kusk            |
| ---- | ----------------------------- | ------------ | --------------- |
| 2009 | Breeders' Crown, 3-åriga ston | Viola Silas  | Fredrik Persson |
| 2010 | Drottning Silvias Pokal       | Viola Silas  | Fredrik Persson |
| 2010 | Stochampionatet               | Viola Silas  | Fredrik Persson |
| 2017 | Stochampionatet               | Ultra Bright | Fredrik Persson |

### Grupp 2-lopp
| År   | Lopp                      | Häst          | Kusk            |
| ---- | ------------------------- | ------------- | --------------- |
| 2011 | H.K.H. Prins Daniels Lopp | Viola Silas   | Fredrik Persson |
| 2013 | Premio Going Kronos       | Boys Going In | Fredrik Persson |
| 2018 | Lovely Godivas Lopp       | Ultra Bright  | Fredrik Persson |

### Övriga
| År   | Lopp                         | Häst          | Kusk            |
| ---- | ---------------------------- | ------------- | --------------- |
| 2008 | Klass I-final, okt           | Tom Raider    | Erik Adielsson  |
| 2008 | Klass II-final, okt          | Mr Sunlight   | Fredrik Persson |
| 2010 | Silverdivisionens final, maj | Chimall T.T.  | Fredrik Persson |
| 2011 | Silverdivisionens final, maj | Chimall T.T.  | Fredrik Persson |
| 2011 | Klass I-final, juli          | Caliber T.T.  | Fredrik Persson |
| 2013 | Vårfavoriten                 | Boys Going In | Fredrik Persson |